# Blechnum milnei
Blechnum milnei är en kambräkenväxtart som först beskrevs av Carr., och fick sitt nu gällande namn av Carl Frederik Albert Christensen. Blechnum milnei ingår i släktet Blechnum och familjen Blechnaceae. Inga underarter finns listade.